# 安宅英一
安宅 英一（あたか えいいち、1901年1月1日 - 1994年5月7日）は、日本の実業家。安宅産業会長、相談役社賓。芸術家のパトロン・美術品コレクターとしても知られた。

## 来歴・人物
安宅産業創業者安宅弥吉、静子の長男として生まれる。英国領であった香港で生まれたため「英一」と名付けられた。
弟に重雄（安宅産業第2代社長）、妹に登美子（長谷川周重夫人）がいる。
大阪偕行社付属小学校（現：追手門学院小学校）を経て、兵庫県立第一神戸中学校（現：兵庫県立神戸高等学校）に入学。一中時代の同級生には有馬大五郎（NHK交響楽団副理事長、国立音楽大学学長）がおり、親友として晩年まで過ごした。また16歳の頃から、登美子のピアノ練習に触発され、上京してピアノのレッスンを受けた。
一中卒業後の進路として、弥吉は大阪市立高等商業学校（現：大阪市立大学）への進学を望んだが、英一は音楽部がないことを知ると、神戸高等商業学校（現：神戸大学）への入学を決めた。
神戸高商を卒業後、結婚。1924年に安宅商会（のちの安宅産業）に入社。古美術に興味を持ち出し、それに深入りしそうになることを恐れた弥吉が日本から離れれば落ち着くだろうとの思惑から、1927年にロンドンに出張所長（翌年支店に昇格）として出された。同地赴任中には、指揮者のトーマス・ビーチャム夫人となるベティ・ハンビーからピアノのレッスンを受けたほか、時折、イタリアまで出向いて、ピアニストのアルトゥル・シュナーベルからもレッスンを受けた。
ロンドンから帰国した1932年から、日本の声楽志望の若者達の支援を始め、1938年に東京音楽学校（現：東京藝術大学）に安宅賞奨学資金を創設。音楽等を専攻の学生に対する奨学金の助成を開始した。
1942年5月、弟の重雄が社長に就任した。父は芸術家肌であった英一ではなく、重雄を後継者に指名したと謂われている。
1945年に会長となるも2年後に辞任。しかし、1955年に再び会長に就任。1965年に相談役社賓となる。
昭和30年代には社員のため数回に渡って、有楽町の第一生命館（現：DNタワー21が立地）内にあった第一生命ホールで、英一が支援する中村紘子、五十嵐喜芳、中山悌一、吉田雅夫らが出演するジョイント・リサイタルを開催した。入社試験で眼鏡に適った新入社員がいると、英一はこのリサイタルやその後の夕食会に誘い、夏には福井県高浜町にあった別荘にも誘った。この高浜の別荘は、「高浜学校」と呼ばれ、いわゆる「安宅ファミリー」の養成所として目されていた。
「安宅ファミリー」とは、安宅家の血縁や親類縁者だけではなく、「安宅家に忠誠を誓う取り巻き」のことも指し、その数は200人とも、300人ともいわれたが、あらゆる部門に浸透し、一体誰までがファミリーであるのか、社員ですら区別することができなかった。しかし、その勢力は「ファミリーでなければ人でない」といわれるほど絶大だった。
英一の安宅株の保有数は大したものではなく、役員会にもほとんど出席しなかった。しかし、稟議書はすべて丹念に目を通し、疑問点や腑に落ちないところを見つけると、「安宅ファミリー」を介して調査にあたった。また、人事異動については細かくチェックしていたため、社内の反対勢力は、営業内容には余り口を出さないが人事権を一手に握り、恣意的に人を動かしていると非難した。しかし、実際には人事関係のみならず、営業的なことも稟議書を通じて疑問点が見つかれば、「安宅ファミリー」を通じて直ちに調査と意見を求めていた。
晩年、登美子からの強い勧めで洗礼を受け、1994年5月9日、老衰で死去した。93歳没。葬儀は東京・麹町の聖イグナチオ教会で営まれた。一方で、鎌倉・東慶寺の墓地にも簡素な墓標が立てられた。

### パトロン・コレクターとして
戦後の日本のクラシック音楽界では、何らかの意味で英一の世話を受けなかった人はいないと謂われるほど大きな支援を続けた。英一自身は、それを大げさに吹聴されることを好まず、影の教育者に徹した。
東京芸大に創設した安宅賞は英一の死後、長男の昭弥（2015年死去）、孫の一弥（アタカコーポレーション社長）が引き継いだ。
安宅コレクションは、安宅英一の個人コレクションというイメージが強いが、英一はコレクションを主導しただけで、所有権はすべて安宅産業が有していた。コレクションは、近代日本画の速水御舟の作品を収集していた演出家、文芸評論家の武智鉄二が、戦後、武智歌舞伎を立ち上げそれを運営するに当たって、費用を捻出するために自身の所有する御舟の作品を売却し始めたことをかねてから親交のあった英一が知り、作品の散逸を恐れて個人での資金負担が難しいため、安宅産業の役員に相談して、御舟の作品購入のために会社が乗り出す仕組みを考案。1951年の取締役会で、企業利益の社会還元と社員教養の向上のため、美術品収集を会社事業の一環として行うことを正式に決議したことに始まる。こののち英一は、御舟の作品のほか東洋陶磁の蒐集に心血を注いだ。
コレクションの成長を後押ししたのが、美術に造詣の深い日本経済新聞社の円城寺次郎であった。円城寺は社内における立場が微妙な英一をそれとなく支援するため、日経は円城寺の肝いりで安宅コレクション展を度々開催した。英一に仕えた伊藤郁太郎（大阪市立東洋陶磁美術館初代館長）によれば、英一は円城寺の目を意識しながら努めて物を蒐めていった節があるという。
安宅産業破綻によって、速水御舟の作品は1976年に、山種美術館を運営する山種美術財団に有償一括譲渡された。また東洋陶磁のコレクションは、住友銀行の主導の下に住友グループ21社が、総額152億円を大阪市文化振興基金に寄付。市はその寄付金で約1000点のコレクションを買い取り、寄付金の積み立てに伴う運用利息で、コレクションを収蔵・展示する大阪市立東洋陶磁美術館を中之島公園に建設した。